# Долгие Буды
Долгие Буды — село в Беловском районе Курской области. Административный центр Долгобудского сельсовета.

## География
Село находится на ручье Долгий, в 71 км к юго-западу Курска, в 12,5 км к северо-востоку от районного центра — Белая.
Улицы
В селе улицы: Бугаи, Красный Хутор, Курская, Ленинская, Милаенка, Первомайская, Советская.
Климат
В селе Долгие Буды умеренный (влажный) континентальный климат без сухого сезона с тёплым летом (Dfb в классификации Кёппена).
| Показатель                                                                   | Янв. | Фев. | Март | Апр. | Май  | Июнь | Июль | Авг. | Сен. | Окт. | Нояб. | Дек. | Год  |
| ---------------------------------------------------------------------------- | ---- | ---- | ---- | ---- | ---- | ---- | ---- | ---- | ---- | ---- | ----- | ---- | ---- |
| Средний суточный максимум, °C                                                | −3,7 | −2,6 | 3,4  | 13,2 | 19,6 | 22,9 | 25,4 | 24,9 | 18,4 | 10,8 | 3,7   | −0,9 | 11,3 |
| Средняя температура, °C                                                      | −5,8 | −5,2 | −0,2 | 8,5  | 14,9 | 18,6 | 21,1 | 20,2 | 14,2 | 7,5  | 1,4   | −2,8 | 7,7  |
| Средний суточный минимум, °C                                                 | −8,2 | −8,3 | −4,3 | 3    | 9,3  | 13,3 | 16   | 15,1 | 9,9  | 4,1  | −0,8  | −5   | 3,7  |
| Норма осадков, мм                                                            | 51   | 44   | 49   | 50   | 63   | 68   | 73   | 54   | 56   | 56   | 47    | 50   | 661  |
| Источник: Погода по месяцам c ru.climate-data.org(дата обращения: Июнь 2021) |      |      |      |      |      |      |      |      |      |      |       |      |      |

## Население
| 2002 | 2010 |
| ---- | ---- |
| 815  | ↘720 |

## Инфраструктура
Личное подсобное хозяйство. Вышка сотовой связи (инженерная инфраструктура). Вестерн Юнион
(денежные переводы). Средняя школа. Детский сад. Дом Культуры.

## Транспорт
Долгие Буды находится на автодорогах регионального значения 38К-028 (Обоянь — Суджа) и межмуниципального значения 38Н-010 (Белая — Кривицкие Буды), в 14,5 км от ближайшей ж/д станции Псёл (линия Льгов I — Подкосылев). Остановка общественного транспорта.
В 82 км от аэропорта имени В. Г. Шухова (недалеко от Белгорода).

## Достопримечательности
- Братская могила воинов Советской Армии, погибших в марте 1943 года
- Церковь Рождества Пресвятой Богородицы (1897 г.)[7]